# Raymond Schwartz
Raymond Schwartz (8 d'abril de 1894 – 14 de maig de 1973) va ser un banquer i escriptor en Esperanto francès.

## Biografia
Nasqué a Metz dins una família francòfona. Ell va rebre la seva educació no només en francès sinó també en alemany, llatí i grec.
Aviat es convertí en esperantista. Malgrat el seu pacifisme va haver de lluitar dins el bàndol alemany a la Primera Guerra Mundial. Després es traslladà a París, on va treballar de banquer 

## Escrits en Esperanto
Va publicar especialment al periòdic Literatura Mondo, i va escriure dos volums de poesia, com: Verdkata testamento ("La Voluntat del Gat Verd") (1926) i Stranga butiko ("L'estranya boutique") (1931) que són fantasies humorístiques amb jocs de paraules que també es troben a Prozo ridetanta (1928) ("Prosa riallera").
Anni kaj Montmartre ("Annie i Montmartre", 1930) és una novel·la curta.
Des de 1933 a 1935 publicà la revista mensual satírica La Pirato ("El Pirata"), cosa que el va convertir en una mena d'enfant terrible del moviment esperantista.
La seva obra mestra és Kiel akvo de l' rivero ("Com l'aigua del riu"), en part autobiogràfica.
Col·laborà a Sennacieca Revuo, un anuari publicat per Sennacieca Asocio Tutmonda (Associació Mundial Apàtrica), escrivint la columna "Laŭ mia ridpunkto" (el nom és un joc de paraules entre vidpunkto, "punt de vista", i l'arrel rid, "riure", de forma que literalment significa "Des del meu punt de riure").

## Cabaret
Va crear també cabarets en esperanto. L'any 1920 La Verda Kato ("El gat verd") i també el cabaret La Bolanta Kaldrono ("L'olla que bull"), que funcionà des de 1936 a 1939. El 1949 va fundar Tri Koboldoj (Tres dimoniets), que funcionà fins a 1956.

## Obres literàries
- Verdkata testamento ISBN 978-3-927613-20-1
- Prozo ridetanta ISBN 978-87-85020-75-8
- La stranga butiko (1931), il·lustrada per Raymond Laval, Solsona: Paris, 1930., 124 pp.
- La ĝoja podio (1949) Esperantista Centra Librejo, Paris. 271 pp.
- Kia honto (1950) Regensburg, 50 pp.
- Kiel akvo de l' rivero (1963) Edistudio, Pisa. 487 pp. ISBN 978-88-7036-048-6
- "La ĝendarmo deĵoras" i "Bapto de l' sonorilo en Mulmont" in 33 rakontoj Régulo, La Laguna: 1964, 328 pp. (Vol. XVII in Bel-literatura eldon-serio.)
- Kun siaspeca spico (1971) Inclou "Laŭ mia ridpunkto", 215 pp.
- Vole... Novele: aŭ kvindek jaroj da noveloj,1920 - 1970 (1971) TK: Copenhagen, 1971, 192 pp. ISBN 978-87-87089-01-2; reprinted 1987 by Iltis-Eld., Saarbrücken
- "Bapto de l' sonorilo en Mulmont" (de La ĝoja podio), "La pipo de Prosper" i "La ĝendarmo deĵoras" a Trezoro: la Esperanta novelarto 1887-1986, Reto Rossetti and Henri Vatré, eds., Hungara Esperanto-Asocio, Budapest: 1989. ISBN 978-963-571-105-5
- "La ĝendarmo deĵoras" a Vivo kaj morto de Wiederboren Sezonoj:Jekaterinburg, 1998, 80 pp.

### Articles
- Ne kiel Meier: Invito al revizio de niaj konceptoj pri la konjugacio en Esperanto, Unuiĝo Franca por Esperanto, Paris, 1930, 47 pp., reprinted 1964.
- Foreword by Raymond Schwartz in Cezaro Rossetti's Kredu min, sinjorino, Heroldo de Esperanto, Scheveningen, 1950, 260 pp., reprinted 1974, 1990
- "Sen mistiko kontraŭ mistifiko" in La Zamenhofa Esperanto, Hendrik A. de Hoog, ed., Régulo: La Laguna (1961), 329 pp.
- "Kompleta inventaro de la pasivaj participoj -ata kaj -ita kunligitaj kun la formo de la verbo esti en la verko La rabistoj." Paris: 1968, 10 pp., reprinted 1995
- "Lirica e praticità; Liriko kaj praktiko; Le diverse età dell' uomo; La diversaj aĝoj de l' homo" in El la nova ĝardeno (Dal nuovo giardino), Dante Bertolini, ed., Pedrazzini: Locarno, 1979, 100 pp.
- "Esperantisto, ekesto kaj malapero" and "Esperanta eliksiro" in Nova Esperanta krestomatio, William Auld, ed., Universala Esperanto-Asocio: Rotterdam: 1991, 509 pp., ISBN 978-92-9017-043-3. Series title: Jubilea kolekto Jarcento de Esperanto

### Lletres de musicals
- Paris toujours Paris (Parizo ĉiam Parizo). French lyrics by L. Bergen le Play, tr. into Esperanto by Raymond Schwartz; music composed by J. M. Hamonic. Omnium, Paris: 1930.
- Ĉiu ĉiu. French lyrics by André Hornez, tr. into Esperanto by Raymond Schwartz; music composed by Nicanor Molinare. Ed. Musicales Imperia, Paris, 1948.
- Koro estas eta instrument sekreta. Esperanto lyrics by Raymond Schwartz, tr. into Polish and arranged by Zbigniew Sochacki. Music composed by Oktawian Kalmanowicz. Pola Esperanto Asocio, Lublin, 1960.

### Crítica literària
- Marie-Thérèse Lloancy, Esperanto et jeu de mots dans l'oeuvre de Raymond Schwartz, thesis dissertation for Université René Descartes, Paris, 1985
- Marie-Thérèse Lloancy, "Les jeux de mots de Raymond Schwartz dans trois ouvrages en Espéranto publiés par Stafeto - La Zamenhofa Esperanto, Kiel akvo de l' rivero et Kun siaspeca spico" in Serta gratulatoria in honorem Juan Régulo. Universidad de La Laguna, Salamanca, 3,266 pp., 1986 ISBN 978-84-600-4290-7
- Jean Thierry, "Raymond Schwartz (1894-1973) la vortĵonglisto" in La stato kaj estonteco de la internacia lingvo Esperanto (Proceedings of the first symposium of the Esperanto Academy (Prague, 1994). Petr Chrdle, ed., LinkKava-Pech: Prague, 1995, 190 pp. ISBN 978-80-85853-08-7
- Paul P. Gubbins, "Majstra muzikado: Berlino en romanoj de Varankin kaj Schwartz" in Lingva arto. Vilmos Benczik, ed., Universala Esperanto-Asocio, Rotterdam: 1999, 217 pp. ISBN 978-92-9017-064-8

### Obres biogràfiques
- Roger Bernard, Raymond Schwartz: lia vivo kaj verkaro. Kultura Centro Esperantista, La Chaux-de-Fonds: 1977.